# Opisthoteuthis massyae
Opisthoteuthis massyae is een inktvissensoort uit de familie van de Opisthoteuthidae. De wetenschappelijke naam van de soort is voor het eerst geldig gepubliceerd in 1920 door Grimpe.